# Britannia Stadium
Britannia Stadium je domači stadion angleškega nogometnega kluba Stoke City F.C. Do leta 1997, ko je bil zgrajen, je Stoke City igral na stadionu Victoria Ground. Leta 2007 je klub postal edini lastnik stadiona, ko je za 6 milijonov funtov odkupil delež dotedanjih solastnikov, mestnega sveta mesta Stoke-on-Trent ter podjetja Stoke-on-Trent Regeneration Ltd. Stadion je poimenovan po sponzorju, Britannia Building Society, ki je tudi gradil objekt.  

## Objekt
Stadion, ki ima kapaciteto 28.383 sedežev je največji obisk doživel na tekmi 3. kola FA pokala proti Evertonu leta 2002. Sestavljen je iz štirih tribun; tribuni Boothen End in East Stand se nahajata na severnem in vzhodnem delu stadiona in imata kapaciteto 6.006 in 8.789 sedežev. Glavna, zahodna tribuna, imenovana West Stand je dvonadstropna in ima kapaciteto 7.357 sedišč, na njej pa so tudi novinarsko središče, komentatorske kabine ter sejne sobe. Južna tribuna, imenovana South Stand, ima kapaciteto 4.996 in je v prvi vrsti namenjena gostujočim navijačem, v primeru nezasedenosti pa jo lahko pregradijo, da nanjo namestijo domače obiskovalce. 
Pisarne kluba, slačilnice in upravni prostori se nahajajo v jugovzhodnem kotu, kjer je tudi večja trgovina. 
Prvi gol na stadionu je dosegel domači nogometaš Graham Kavanagh na tekmi ligaškega pokala proti Rochdaleu.

## Nadaljnji razvoj
V primeru napredovanja kluba v angleško Premier League, imajo v klubu izdelane načrte za širitev stadiona, ki naj bi v tem primeru presegel kapaciteto 30.000 sedišč. Takrat naj bi na stadion namestili tudi velik zaslon.